# 廣畑光太朗
廣畑 光太朗（ひろはた こたろう、1988年3月6日 - ）は、日本の元ラグビー選手。

## プロフィール
- 神奈川県出身[1]。
- ポジションはプロップ(PR)。
- 身長 177cm、体重 118kg
- ニックネームはひろはた。

## 略歴
ラグビーを始めたきっかけは、親が近所のラグビースクールに連れて行ったことから。
2006年、桐蔭学園高校卒業後、慶應義塾大学に入る。
2010年、慶應義塾大学卒業後、九州電力キューデンヴォルテクスに加入。同年9月4日に行われたトップキュウシュウA第1節のJR九州サンダース戦に先発出場で公式戦初出場を果たした。
2021年、現役を引退した。